# Dietrich Blos

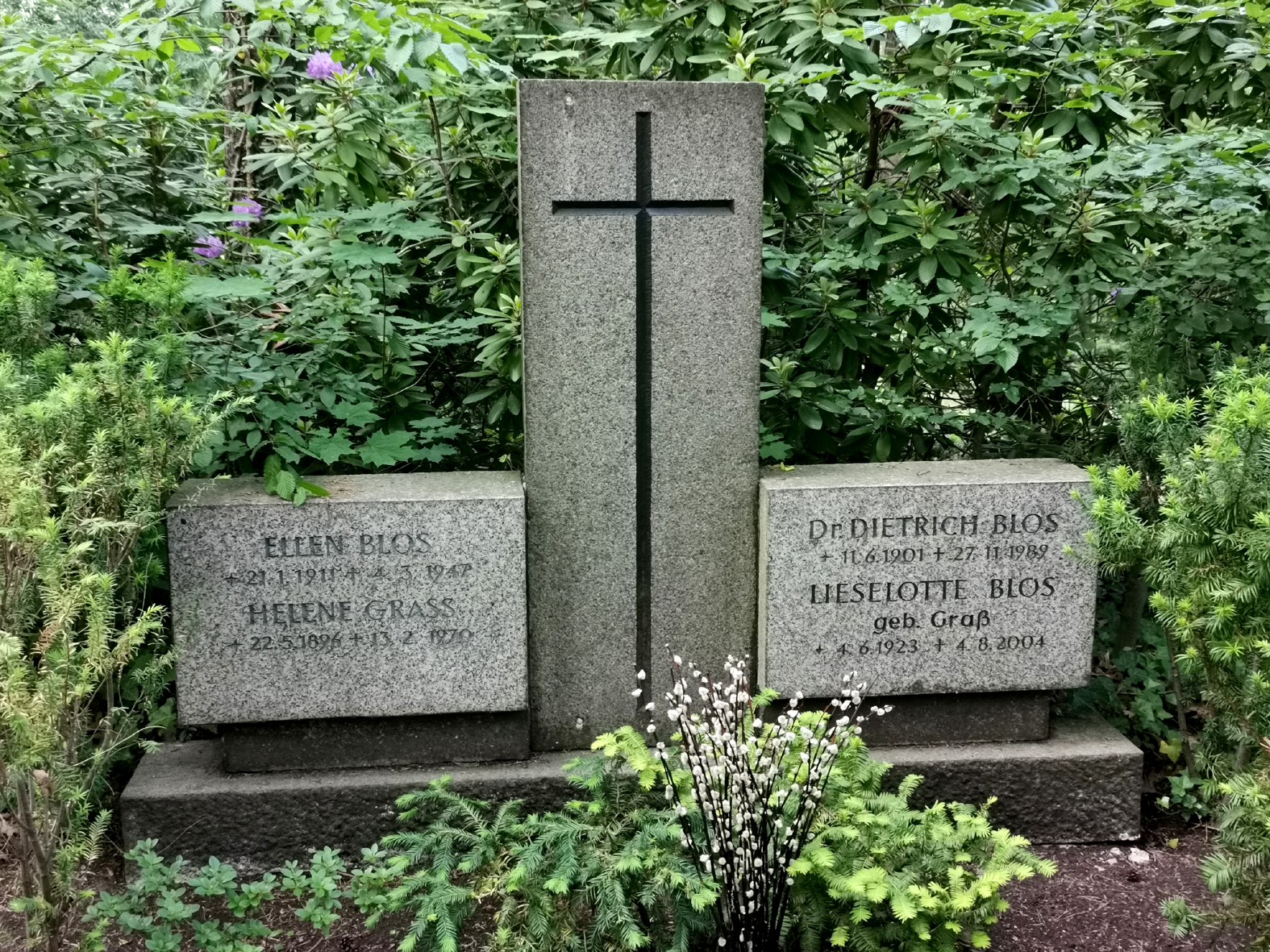
Grab auf dem Friedhof Berlin-Frohnau

Dietrich Blos (* 11. Juni 1901; † 27. November 1989) war ein deutscher Arzt.

## Leben
Dietrich Blos war der ältere Sohn des Mediziners Edwin Blos. Sein Staatsexamen absolvierte er in Edinburgh und wurde später zurück in Deutschland Chirurg.
1934 obduzierte er den Leichnam von Ludwig Marum und dokumentierte in seinen Erinnerung 1984 die Ermordung des Politikers durch Strangulation. Ab 1939 arbeitete er für Schering in Berlin.
Er arbeitete als Arzt, später als Amtsarzt in Berlin. Zur Wehrmacht eingezogen, engagierte er sich 1947 als Bezirksarzt für das Gesundheitswesen in Berlin-Reinickendorf für die Versorgung der Berliner Brandopfer.
Nach dem Zweiten Weltkrieg war er Begründer und von 1950 bis 1976 der Präsident des Deutschen Roten Kreuzes in Berlin. Nach seiner Amtszeit wurde er zum Ehrenpräsidenten ernannt.
1981 wurde er mit der Ernst-Reuter-Plakette ausgezeichnet.
Er war verheiratet und hatte Kinder.

## Werke (Auswahl)
- Reise nach Vietnam. Forschung Praxis Fortbildung, 18, 1967, S. 550–552
- Das Berliner Rote Kreuz. Colloquium-Verlag, Berlin 1979, ISBN 3-7678-0471-9.